# Ледовый дворец спорта (Барановичи)
Ледовый дворец спорта (Барановичи) (бел. «Лядовы палац спорту (Баранавічы)») — спорткомплекс в городе Барановичи Брестской области Беларуси. Основное назначение — проведение матчей по хоккею с шайбой. Ледовую коробку размерами 30 на 61 метр окружают две трибуны на 1872 и 286 мест с откидными пластиковыми креслами, а также пять VIP-лож для почетных гостей.
Предусматривается возможность трансформации ледовой коробки в площадку для игровых видов спорта, спортивных единоборств, тяжёлой атлетики, гимнастики, бокса. Также арена оснащена оборудованием для проведения концертов и других зрелищных мероприятий. В этом случае на лёд укладывается покрытие, предохраняющее лед от таяния и от проникновения холода наружу, на котором устанавливается сборная сцена, а в партере 500 дополнительных стульев. В свободное от спортивных мероприятий время ледовая площадка задействована для проведения массовых катаний на коньках.
Помимо ледовой арены здесь расположены залы для занятий различными видами спорта и места для активного отдыха: на втором этаже здания находятся залы для игры в боулинг и для занятий фитнесом; на третьем этаже — конференц-зал, зал для игры в бильярд и настольный теннис, тренажерный и танцевально-хореографический залы. Кроме того, в Ледовом дворце размещается зал художественной гимнастики и акробатики размерами 48 на 36 метров с трибунами на 400 зрителей, который может использоваться также для игровых видов спорта и бокса.
Открытие арены состоялось 29 декабря 2009 года при участии президента Республики Беларусь Александра Лукашенко.
С 2018 года арена стала домашней для хоккейного клуба Авиатор, команда стала заполнять домашнюю арену наполовину (почти каждый матч).